# Мортугаба
Мортугаба (порт. Mortugaba) — муниципалитет в Бразилии, входит в штат Баия. Составная часть мезорегиона Юго-центральная часть штата Баия. Входит в экономико-статистический микрорегион Гуанамби. Население составляет 12 373 человека на 2006 год. Занимает площадь 670,608 км². Плотность населения — 18,5 чел./км².
Праздник города — 30 ноября.

## Статистика
- Валовой внутренний продукт на 2003 год составляет 29 868 356,00 реалов (данные: Бразильский институт географии и статистики).
- Валовой внутренний продукт на душу населения на 2003 год составляет 2394,07 реала (данные: Бразильский институт географии и статистики).
- Индекс развития человеческого потенциала на 2000 год составляет 0,654 (данные: Программа развития ООН).

## География
Климат местности: полупустыня.